# Усіченко Іван Гнатович
Усіченко Іван Гнатович (нар. 19 серпня 1938, с. Вергуни, Черкаський район, Черкаська область — 18 травня 2021) — державний і громадський діяч, Президент Товариства Червоного Хреста України (1986—2018), кандидат медичних наук, Заслужений лікар України.
Був народним депутатом СРСР, неодноразово обирався депутатом районних і міських рад.

## Біографія
Освіта: фельдшерсько-акушерська школа (1975), Дніпропетровський медичний інститут (1963).
1963—1975 роки — головний лікар Криворізької міської станції швидкої допомоги, яка під час його керівництва стала однією з кращих в Україні.
1975—1986 роки — головний лікар Київської міської станції швидкої та невідкладної медичної допомоги, яка була школою передового досвіду.
1986 року — призначений на посаду президента Товариства Червоного Хреста України.

## Робота в Товаристві Червоного Хреста України (ТЧХУ)
Очолювана ним організація зробила значний вклад у гуманітарній сфері по вирішенню важливих соціальних проблем країни, зумовлених техногенними та природними катастрофами, в тім числі збройним конфліктом на сході України.
За час його роботи створена служба розшуку, запроваджено новий напрям діяльності по поширенню знань про міжнародне гуманітарне право, забезпечена подальша інтеграція Товариства в міжнародний рух Червоного Хреста і Червоного Півмісяця. Вперше в історії Товариство Червоного Хреста України було прийнято до Міжнародної Федерації Червоного Хреста і Червоного Півмісяця в 1993 році. Удосконалено і розширено програми з профілактики туберкульозу, ВІЛ/СНІДу, значно розширена патронажна служба допомоги соціально не захищеним громадянам, укріплена міжнародна співпраця, організовані волонтерські загони швидкого реагування, створено службу катастроф для надання допомоги населенню при надзвичайних ситуаціях.
У 1997—2005 роках Іван Усіченко представляв Товариство Червоного Хреста України у складі правління Міжнародної Федерації Товариств Червоного Хреста і Червоного Півмісяця, яке обирається таємним голосуванням. Обрання до складу правління стало беззаперечним визнанням його авторитету на міжнародному рівні.
Іван Усіченко був ініціатором створення міжнародної Чорнобильської програми гуманітарної допомоги та реабілітації, яка починаючи з 1990 року, діяла понад 25 років. Пересувні діагностичні бригади Червоного Хреста проводили обстеження постраждалого населення, вели просвітницьку роботу серед населення забруднених регіонів. На підтримку гуманітарних програм для постраждалого від аварії на ЧАЕС населення Червоний Хрест залучив понад 35 млн дол. США.
ТЧХУ під керівництвом Івана Усіченка плідно співпрацювало з ветеранськими організаціями України: Українською спілкою ветеранів Афганістану (воїнів інтернаціоналістів) і Організацією ветеранів України, постійно надавало допомогу родинам загиблих воїнів, прикутим до ліжок особам з інвалідністю.
Іван Усіченко використовував можливості товариства і міжнародних організацій Червоного Хреста і Червоного Півмісяця для вирішення важливих соціальних проблем. Він порушував ці питання на всіх міжнародних форумах і особистих зустрічах з керівниками урядових і неурядових організацій. Серед багатьох заходів слід відмітити візит до Пакистану у 2000 році української делегації, Японії після аварії на атомній станції.
За ініціативи Івана Усіченка була створена міжвідомча комісія з питань імплементації в Україні міжнародного гуманітарного права. Передано у власність Товариства Червоного Хреста України приміщення в Києві по вул. Пушкінська, 30.
Іван Усіченко протягом 8 років був членом комісії при Президентові України з питань громадянства.
Започаткована плідна співпраця з Товариством Червоного Півмісяця Афганістану і Пакистану з питань розшуку і повернення на батьківщину громадян України.

## Науковий доробок
Автор 34 наукових робіт.

## Нагороди
- Орден Трудового Червоного Прапора (1951);
- Орден Жовтневої Революції (1986);
- Повний кавалер «Ордена за Заслуги» (1998, 2003, 2008);
- Почесна грамота Президії Верховної Ради УРСР (1971);
- Медаль Української Спілки ветеранів Афганістану «За Заслуги» 1-го, 2-го, 3-го ступенів;
- Золотий орден «За заслуги» Японського Червоного Хреста — за визначні досягнення в реалізації міжнародної Чорнобильської програми;
- Медаль Генрі Девідсона — найвища нагорода Міжнародної Федерації Товариств Червоного Хреста і Червоного Півмісяця;
- Нагорода Венесуельського Червоного Хреста;
- Медаль Миколи Пирогова.